# Mas-d'Auvignon
Mas-d'Auvignon (Lo Mas en gascon) est une commune française située dans le nord du département du Gers en région Occitanie. Sur le plan historique et culturel, la commune est dans le Condomois, une ancienne circonscription de la province de Gascogne ayant titre de comté.
Exposée à un climat océanique altéré, elle est drainée par l'Auvignon, le ruisseau Beudie, le ruisseau de Rambert et par divers autres petits cours d'eau.
Mas-d'Auvignon est une commune rurale qui compte 169 habitants en 2022, après avoir connu un pic de population de 621 habitants en 1821.  Ses habitants sont appelés les Massoyards ou  Massoyardes.
Le patrimoine architectural de la commune comprend un immeuble protégé au titre des monuments historiques : le château, inscrit en 1993.

## Géographie

### Localisation
Mas-d'Auvignon est une commune gasconne de Lomagne située sur la D 42 entre Terraube et Saint-Puy.

### Communes limitrophes
Les communes limitrophes sont  Blaziert, La Sauvetat, Lamothe-Goas, Roquepine, Saint-Orens-Pouy-Petit, Saint-Puy et Terraube.
| Roquepine              | Blaziert       | Terraube     |
| Saint-Orens-Pouy-Petit | Mas-d'Auvignon | Lamothe-Goas |
| Saint-Puy              |                | La Sauvetat  |

### Géologie et relief
Mas-d'Auvignon se situe en zone de sismicité 1 (sismicité très faible).

### Hydrographie

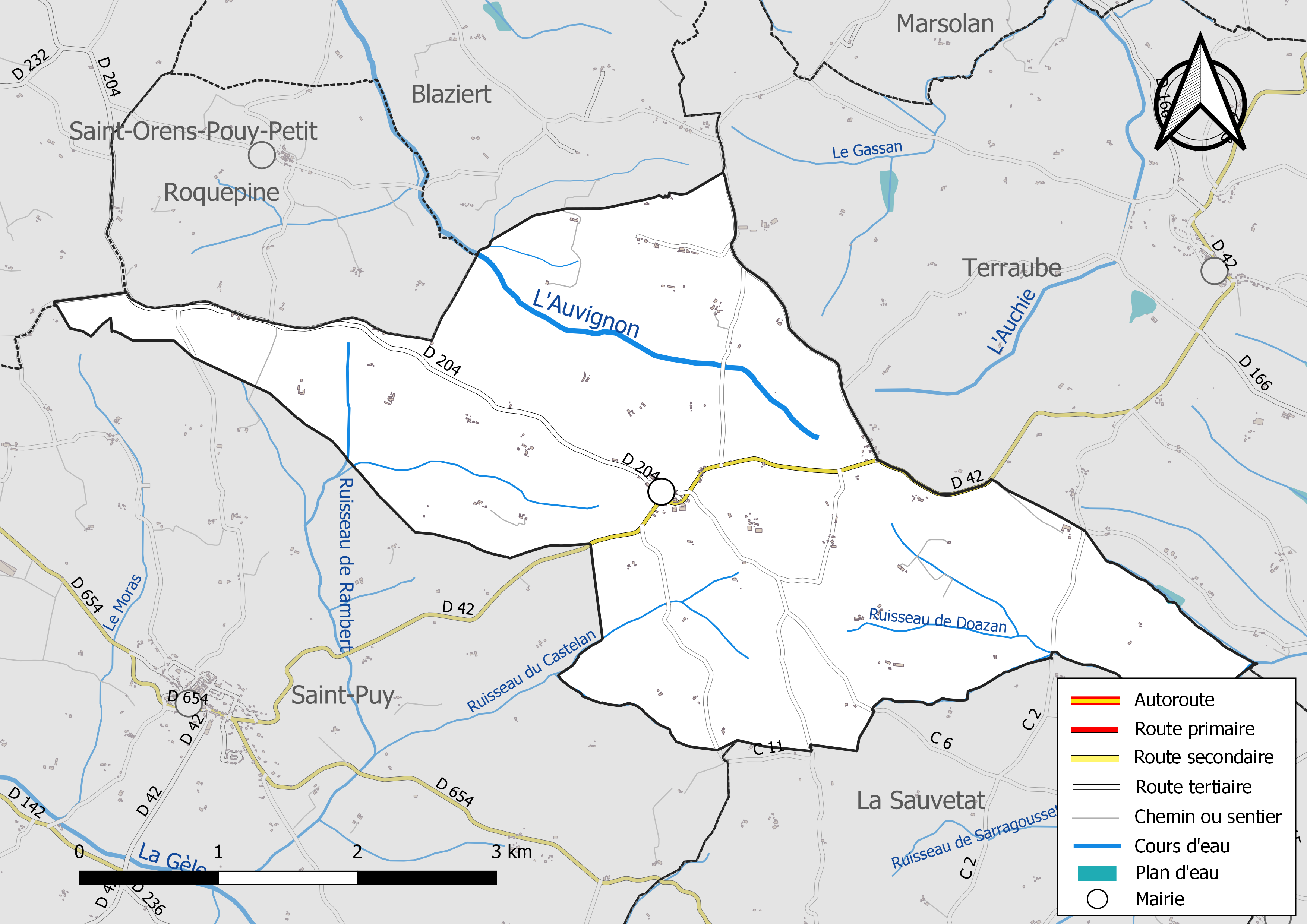
Réseaux hydrographique et routier de Mas-d'Auvignon.

La commune est dans le bassin de la Garonne, au sein du bassin hydrographique Adour-Garonne. Elle est drainée par l'Auvignon, le ruisseau Beudie, le ruisseau de Rambert, le ruisseau de Doazan, le ruisseau du Castelan et par divers petits cours d'eau, qui constituent un réseau hydrographique de 12 km de longueur totale,.
L'Auvignon, d'une longueur totale de 55,7 km, prend sa source dans la commune et s'écoule vers le nord. Il traverse la commune et se jette dans la Garonne à Port-Sainte-Marie, après avoir traversé 22 communes.

### Climat
Pour des articles plus généraux, voir Climat de l'Occitanie et Climat du Gers.
En 2010, le climat de la commune est de type climat du Bassin du Sud-Ouest, selon une étude s'appuyant sur une série de données couvrant la période 1971-2000. En 2020, Météo-France publie une typologie des climats de la France métropolitaine dans laquelle la commune est exposée à un climat océanique altéré et est dans la région climatique Aquitaine, Gascogne, caractérisée par une pluviométrie abondante au printemps, modérée en automne, un faible ensoleillement au printemps, un été chaud (19,5 °C), des vents faibles, des brouillards fréquents en automne et en hiver et des orages fréquents en été (15 à 20 jours).
Pour la période 1971-2000, la température annuelle moyenne est de 13,1 °C, avec une amplitude thermique annuelle de 15,4 °C. Le cumul annuel moyen de précipitations est de 755 mm, avec 9,9 jours de précipitations en janvier et 6,3 jours en juillet. Pour la période 1991-2020, la température moyenne annuelle observée sur la station météorologique la plus proche, située sur la commune de Beaucaire à 11 km à vol d'oiseau, est de 13,8 °C et le cumul annuel moyen de précipitations est de 775,9 mm,. Pour l'avenir, les paramètres climatiques de la commune estimés pour 2050 selon différents scénarios d'émission de gaz à effet de serre sont consultables sur un site dédié publié par Météo-France en novembre 2022.

### Milieux naturels et biodiversité
Aucun espace naturel présentant un intérêt patrimonial n'est recensé sur la commune dans l'inventaire national du patrimoine naturel,,.

## Urbanisme

### Typologie
Au 1er janvier 2024, Mas-d'Auvignon est catégorisée commune rurale à habitat très dispersé, selon la nouvelle grille communale de densité à sept niveaux définie par l'Insee en 2022.
Elle est située hors unité urbaine et hors attraction des villes,.

### Occupation des sols
L'occupation des sols de la commune, telle qu'elle ressort de la base de données européenne d’occupation biophysique des sols Corine Land Cover (CLC), est marquée par l'importance des territoires agricoles (93,3 % en 2018), une proportion identique à celle de 1990 (93,3 %). La répartition détaillée en 2018 est la suivante : 
terres arables (75,1 %), zones agricoles hétérogènes (18,3 %), forêts (6,7 %). L'évolution de l’occupation des sols de la commune et de ses infrastructures peut être observée sur les différentes représentations cartographiques du territoire : la carte de Cassini (XVIIIe siècle), la carte d'état-major (1820-1866) et les cartes ou photos aériennes de l'IGN pour la période actuelle (1950 à aujourd'hui).

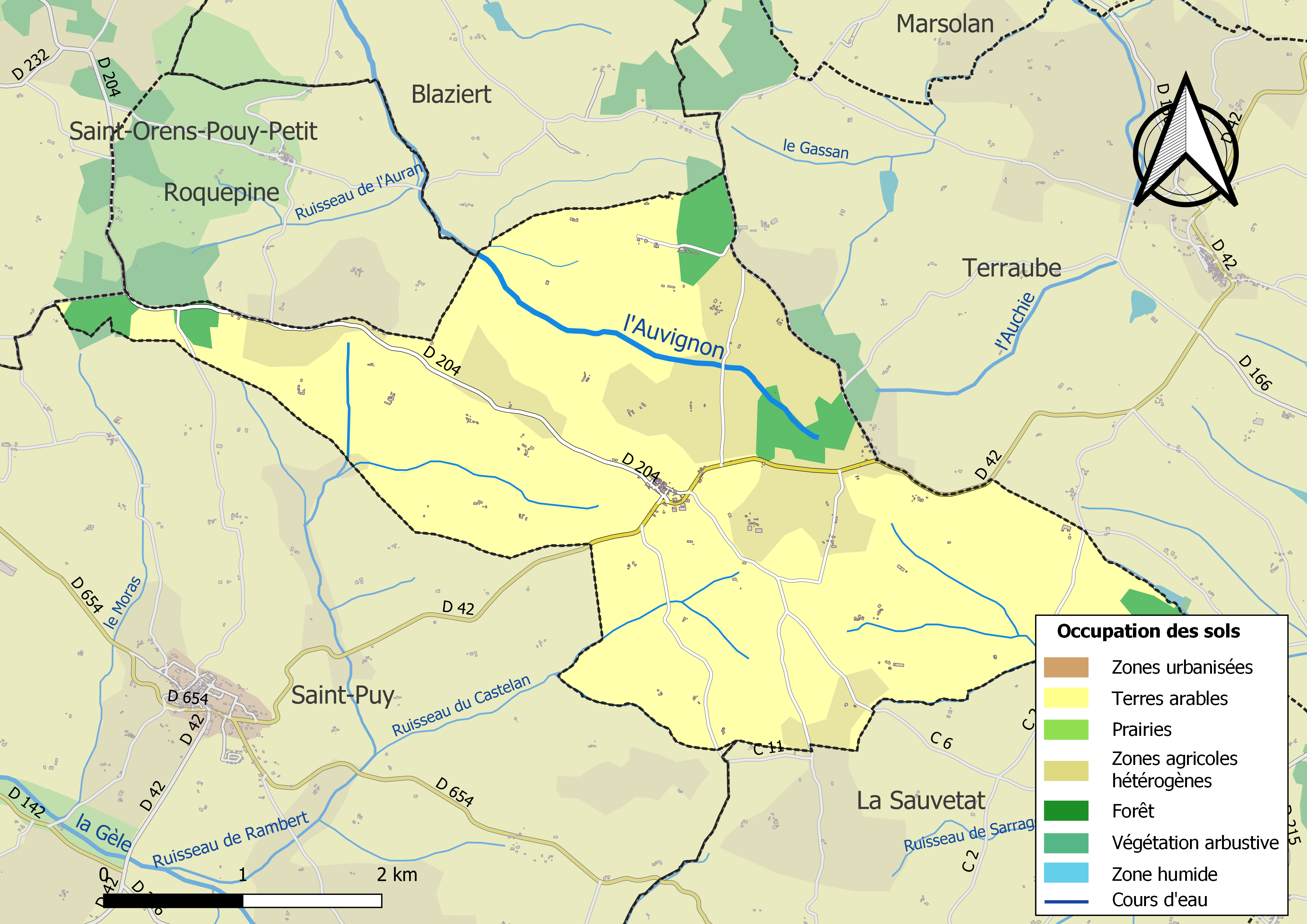
Carte des infrastructures et de l'occupation des sols de la commune en 2018 (CLC).

### Risques majeurs
Le territoire de la commune de Mas-d'Auvignon est vulnérable à différents aléas naturels : météorologiques (tempête, orage, neige, grand froid, canicule ou sécheresse) et séisme (sismicité très faible). Un site publié par le BRGM permet d'évaluer simplement et rapidement les risques d'un bien localisé soit par son adresse soit par le numéro de sa parcelle.

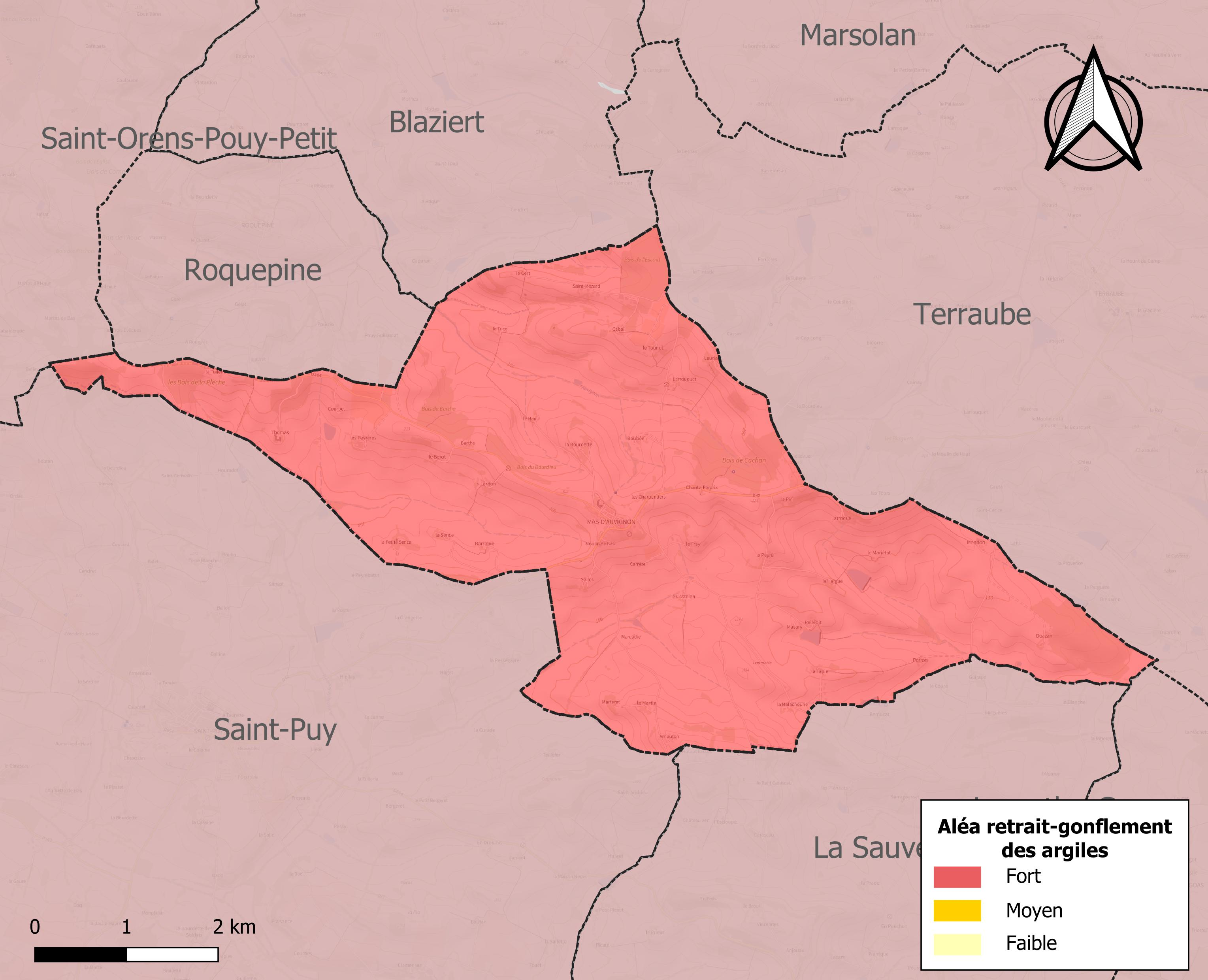
Carte des zones d'aléa retrait-gonflement des sols argileux de Mas-d'Auvignon.

Le retrait-gonflement des sols argileux est susceptible d'engendrer des dommages importants aux bâtiments en cas d’alternance de périodes de sécheresse et de pluie. La totalité de la commune est en aléa moyen ou fort (94,5 % au niveau départemental et 48,5 % au niveau national). Sur les 98 bâtiments dénombrés sur la commune en 2019, 98 sont en aléa moyen ou fort, soit 100 %, à comparer aux 93 % au niveau départemental et 54 % au niveau national. Une cartographie de l'exposition du territoire national au retrait gonflement des sols argileux est disponible sur le site du BRGM,.
Par ailleurs, afin de mieux appréhender le risque d’affaissement de terrain, l'inventaire national des cavités souterraines permet de localiser celles situées sur la commune.
La commune a été reconnue en état de catastrophe naturelle au titre des dommages causés par les inondations et coulées de boue survenues en 1999 et 2009. Concernant les mouvements de terrains, la commune a été reconnue en état de catastrophe naturelle au titre des dommages causés par la sécheresse en 1989, 1993 et 2006, par des mouvements de terrain en 1999 et par des glissements de terrain en 1994.

## Politique et administration
| Période                                  | Période      | Identité               | Étiquette | Qualité |
| ---------------------------------------- | ------------ | ---------------------- | --------- | ------- |
| 1792                                     | 1795         | Barthélémy Salles      |           |         |
| 1795                                     | 1800         | Henri Dubord           |           |         |
| 1800                                     | 1815         | Joseph Soulès          |           |         |
| 1815                                     | 1843         | Jacques Lasserre       |           |         |
| 1843                                     | 1848         | Jean Baptiste Soulès   |           |         |
| 1848                                     | 1867         | Jean Pugiol            |           |         |
| 1867                                     | 1870         | Louis Mazères          |           |         |
| 1874                                     | 1878         | Jean Marie Descomps    |           |         |
| 1878                                     | 1891         | Jean Pierre Fouraignan |           |         |
| 1891                                     | 1896         | Jean Rameau            |           |         |
| 1896                                     | 1912         | Emile Fontagnère       |           |         |
| 1912                                     | 1919         | Jean Pierre Descomps   |           |         |
| 1919                                     | 1944         | Joseph Fouragnan       |           |         |
| 1944                                     | 1957         | Alban Lauze            |           |         |
| 1957                                     | 1971         | Henri Descomps         |           |         |
| 1971                                     | 1995         | Guy Maurice Pujol      |           |         |
| 1995                                     | juillet 2011 | Georges Estève         |           |         |
| octobre 2011                             | En cours     | Max Roumat             |           |         |
| Les données manquantes sont à compléter. |              |                        |           |         |

## Démographie
L'évolution du nombre d'habitants est connue à travers les recensements de la population effectués dans la commune depuis 1793. Pour les communes de moins de 10 000 habitants, une enquête de recensement portant sur toute la population est réalisée tous les cinq ans, les populations de référence des années intermédiaires étant quant à elles estimées par interpolation ou extrapolation. Pour la commune, le premier recensement exhaustif entrant dans le cadre du nouveau dispositif a été réalisé en 2005.

En 2022, la commune comptait 169 habitants, en évolution de −2,31 % par rapport à 2016 (Gers : +1,04 %, France hors Mayotte : +2,11 %).
| 1793 | 1800 | 1806 | 1821 | 1831 | 1841 | 1846 | 1851 | 1856 |
| ---- | ---- | ---- | ---- | ---- | ---- | ---- | ---- | ---- |
| 574  | 503  | 611  | 621  | 603  | 602  | 615  | 581  | 557  |

| 1861 | 1866 | 1872 | 1876 | 1881 | 1886 | 1891 | 1896 | 1901 |
| ---- | ---- | ---- | ---- | ---- | ---- | ---- | ---- | ---- |
| 513  | 537  | 507  | 509  | 478  | 446  | 414  | 410  | 402  |

| 1906 | 1911 | 1921 | 1926 | 1931 | 1936 | 1946 | 1954 | 1962 |
| ---- | ---- | ---- | ---- | ---- | ---- | ---- | ---- | ---- |
| 369  | 366  | 278  | 302  | 312  | 281  | 310  | 299  | 249  |

| 1968 | 1975 | 1982 | 1990 | 1999 | 2005 | 2006 | 2010 | 2015 |
| ---- | ---- | ---- | ---- | ---- | ---- | ---- | ---- | ---- |
| 236  | 214  | 183  | 189  | 171  | 144  | 138  | 170  | 175  |

| 2020 | 2022 | - | - | - | - | - | - | - |
| ---- | ---- | - | - | - | - | - | - | - |
| 170  | 169  | - | - | - | - | - | - | - |

## Économie

### Revenus
En 2018  (données Insee publiées en septembre 2021), la commune compte 75 ménages fiscaux, regroupant 143 personnes. La médiane du revenu disponible par unité de consommation est de 19 600 € (20 820 € dans le département).

### Emploi
|                | 2008   | 2013  | 2018  |
| -------------- | ------ | ----- | ----- |
| Commune        | 11,3 % | 9 %   | 8,8 % |
| Département    | 6,1 %  | 7,5 % | 8,2 % |
| France entière | 8,3 %  | 10 %  | 10 %  |

En 2018, la population âgée de 15 à 64 ans s'élève à 92 personnes, parmi lesquelles on compte 81,3 % d'actifs (72,5 % ayant un emploi et 8,8 % de chômeurs) et 18,7 % d'inactifs,. En  2018, le taux de chômage communal (au sens du recensement) des 15-64 ans est supérieur à celui du département, mais inférieur à celui de la France, alors qu'il était supérieur à celui de la France en 2008.
La commune est hors attraction des villes,. Elle compte 24 emplois en 2018, contre 31 en 2013 et 43 en 2008. Le nombre d'actifs ayant un emploi résidant dans la commune est de 66, soit un indicateur de concentration d'emploi de 36,3 % et un taux d'activité parmi les 15 ans ou plus de 50 %.
Sur ces 66 actifs de 15 ans ou plus ayant un emploi, 19 travaillent dans la commune, soit 29 % des habitants. Pour se rendre au travail, 80,3 % des habitants utilisent un véhicule personnel ou de fonction à quatre roues, 3 % s'y rendent en deux-roues, à vélo ou à pied et 16,7 % n'ont pas besoin de transport (travail au domicile).

### Activités hors agriculture
18 établissements sont implantés  à Mas-d'Auvignon au 31 décembre 2019.
Le secteur de la construction est prépondérant sur la commune puisqu'il représente 22,2 % du nombre total d'établissements de la commune (4 sur les 18 entreprises implantées  à Mas-d'Auvignon), contre 14,6 % au niveau départemental.

### Agriculture
La commune est dans le « Haut-Armagnac », une petite région agricole occupant le centre du département du Gers. En 2020, l'orientation technico-économique de l'agriculture  sur la commune est l'exploitation de grandes cultures (hors céréales et oléoprotéagineuses).
|               | 1988  | 2000  | 2010  | 2020  |
| ------------- | ----- | ----- | ----- | ----- |
| Exploitations | 26    | 24    | 21    | 16    |
| SAU (ha)      | 1 335 | 1 241 | 1 317 | 1 263 |

Le nombre d'exploitations agricoles en activité et ayant leur siège dans la commune est passé de 26 lors du recensement agricole de 1988  à 24 en 2000 puis à 21 en 2010 et enfin à 16 en 2020, soit une baisse de 38 % en 32 ans. Le même mouvement est observé à l'échelle du département qui a perdu pendant cette période 51 % de ses exploitations,. La surface agricole utilisée sur la commune a également diminué, passant de 1 335 ha en 1988 à 1 263 ha en 2020. Parallèlement la surface agricole utilisée moyenne par exploitation a augmenté, passant de 51 à 79 ha.

## Culture locale et patrimoine

### Lieux et monuments
- Château gascon.

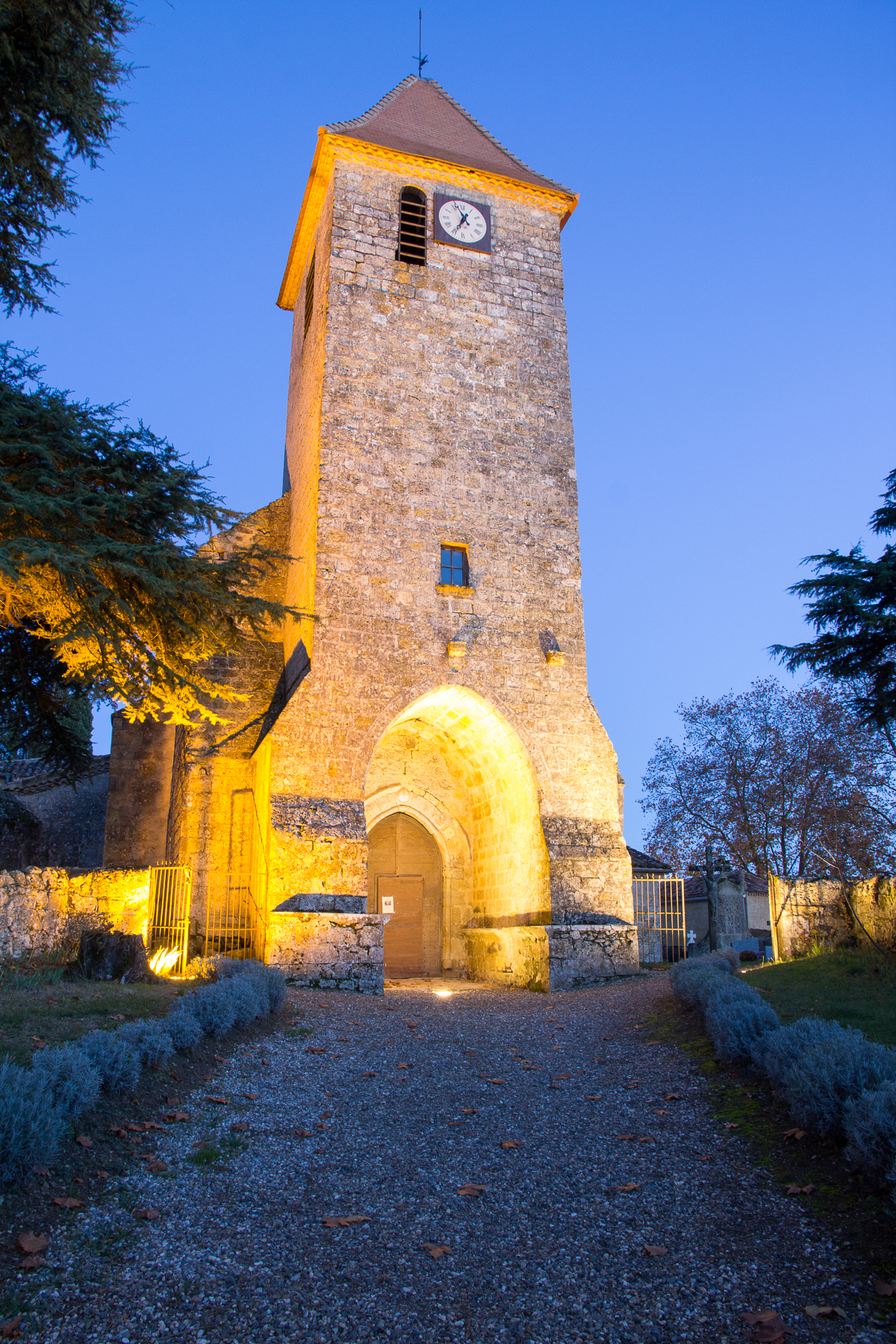
Église Saint-Martin.

- Église Saint-Martin. Après la rénovation du clocher, les vitraux ont été restaurés en 2014. L'église est répertoriée dans la base Mérimée[30]. Elle est placée sur un site inscrit depuis 1943[30].

### Personnalités liées à la commune
- Pierre Biémouret, joueur de rugby à XV ;
- Gisèle Biémouret, femme politique.